# Wintersun (musikalbum)
Wintersun är ett album av det melodiska death metal-bandet Wintersun, utgivet 2004. Det är bandets debutalbum.

## Låtlista
1. Beyond the Dark Sun
2. Winter Madness
3. Sleeping Stars
4. Battle Against Time
5. Death and the Healing
6. Starchild
7. Beautiful Death
8. Sadness and Hate

## Medverkande
- Jari Mäenpää
- Teemu Mäntysaari
- Jukka Koskinen
- Kai Hahto